# Lusius malfoyi
Lusius malfoyi – gatunek błonkówki z rodziny gąsienicznikowatych i podrodziny Ichneumoninae.
Gatunek ten został opisany w 2017 roku przez Thomasa E. Saundersa i Darrena Francisa Warda. Epitet gatunkowy pochodzi od postaci Lucjusza Malfoya z cyklu o Harrym Potterze.
Błonkówki te mają ciało długości od 4,7 do 7,8 mm przy długości przedniego skrzydła od 4,1 do 5,3 mm. Głowa jest szersza niż dłuższa, bladożółta z jasnobrązowymi łatkami, a niekiedy też brązowym czołem. Bardzo długie, jasnobrązowe czułki mają biczyki złożone z 30 do 34 członów. Krawędzie nadustka są równomiernie zaokrąglone. Mezosoma i metasoma są jasnobrązowe lub jasnopomarańczowe z ciemnobrązowymi elementami. Odnóża są jasnobrązowe z bladożółtymi biodrami i krętarzami dwóch pierwszych par. Samice mają proste pokładełko, słabe thyridium oraz długi i bardzo płytki gonocoleus. U samców łuska genitalna wyciągnięta jest w długi wyrostek sięgający za brzeg metasomy.
Owad endemiczny dla Nowej Zelandii, znany z Wyspy Północnej i Południowej.